# Jaroslav Hlaváč
Jaroslav Hlaváč (11. září 1914 Petřvald – 10. října 1940 Wareham) byl český pilot Royal Air Force a oběť druhé světové války.

## Život

### Před druhou světovou válkou
Jaroslav Hlaváč se narodil 11. září 1914 v Petřvaldu na Novojičínsku. V rodné obci vychodil obecnou školu, v Jistebníku pak školu měšťanskou a ve Vítkovicích se následně vyučil soustružníkem. Mezi lety 1934 a 1936 absolvoval Letecké učiliště v Prostějově a stal se armádním stíhacím pilotem, sloužil u leteckého pluku 2 v Olomouci a Prostějově. Dosáhl hodnosti rotného.

### Druhá světová válka
V říjnu 1938 byla domovská obec Jaroslava Hlaváče součástí německého záboru českého pohraničí, v březnu 1939 pak nacistické Německo okupovalo zbytek republiky. V květnu 1939 opustil ilegálně Protektorát Čechy a Morava a odešel do Francie, kde vstoupil 2. října téhož roku do zde vznikající československé zahraniční jednotky. Byl zařazen do francouzského letectva a v Chartres se přeškolil na tamní leteckou techniku. Zúčastnil se bitvy o Francii jako příslušník stíhacích skupin III/7 a I/6. Po jejím pádu v červnu 1940 se evakuoval do Spojeného království. Zde vstoupil do Royal Air Force a byl zařazen do 310. československé stíhací perutě. Po výcviku na britských strojích nadále létal jako stíhací pilot u 79. a následně u 56. perutě. Dne 10. října byl u Warehamu během jednoho ze soubojů sestřelen a ve svém stroji Hawker Hurricane Mk.I P3421 zahynul. Pohřben byl 14. října na hřbitově u kostela Svaté Trojice Warmwellu v Dorsetu.

## Rodina
Bratrancem Oldřicha Havlíka byl pilot 311. československé bombardovací perutě Oldřich Havlík.

## Ocenění

### Vyznamenání
- Croix de guerre

### Vyznamenání in memoriam
- 2x Československý válečný kříž 1939
- Hvězda 1939–1945
- Válečná medaile 1939–1945
- Britská medaile Za obranu
- Pamětní medaile československé armády v zahraničí

### Povýšení in memoriam
- V roce 1947 byl Jaroslav Hlaváč in memoriam povýšen do hodnosti štábního rotmistra a v roce 1991 do hodnosti plukovníka